# Fannrem Station
Fannrem Station (Fannrem stasjon) er en jernbanestation på Thamshavnbanen, der ligger ved bebyggelsen Fannrem i Orkdal kommune i Norge.
Stationen åbnede, da den første del af banen mellem Thamshavn og Svorkmo blev taget i brug 15. juli 1908 efter at være blevet indviet 10. juli 1908. Oprindeligt hed stationen Fandrem, men den skiftede navn til Fannrem i 1925. Den blev nedlagt 30. april 1963, da al trafik på banen med undtagelse af transport af svovlkis fra Løkken til Thamshavn blev indstillet. Stationen blev dog genåbnet i 1990 for kørsel med veterantog.
Den første stationsbygning blev opført til åbningen i 1908 efter tegninger af Finn Knudsen. Den blev flyttet til Løkken i 1986, hvor den fungerede som stationsbygning for veteranbanen indtil 2000. Derefter blev den restaurant. I Fannrem blev der opført en ny stationsbygning efter gamle tegninger i 2000.